# Suore di San Luigi
Le Suore di San Luigi (in inglese Sisters of Saint Louis of Monaghan) sono un istituto religioso femminile di diritto pontificio: le suore di questa congregazione pospongono al loro nome la sigla S.S.L.

## Storia

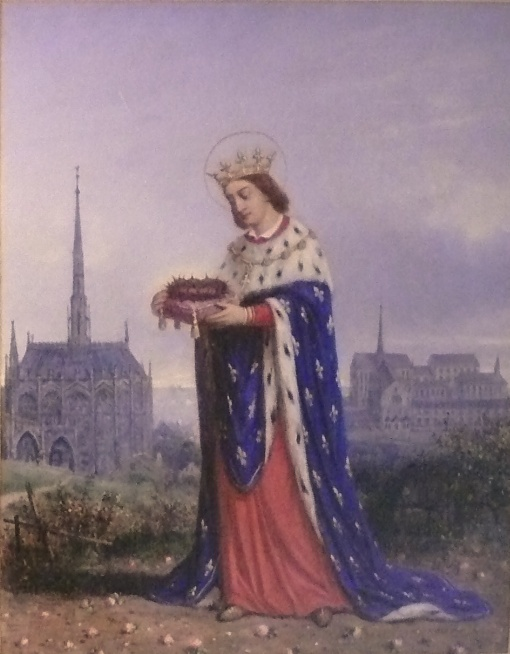
San Luigi, titolare della congregazione

La congregazione deriva da quella delle dame di San Luigi, fondata a Juilly nel 1842 dal sacerdote Louis-Eugène-Marie Bautain (1796–1867) per l'educazione della gioventù femminile.
Nel 1847 aderì alla congregazione Genevieve Beale, una donna inglese convertitasi al cattolicesimo dal quaccherismo, che nel 1859 fondò una comunità di dame di San Luigi a Monaghan, in Irlanda. Da Monaghan la congregazione si diffuse in tutta l'Irlanda e in Inghilterra aprendo scuole e riformatori.
Le case irlandesi delle dame di San Luigi nel 1921 vennero riunite dalla Santa Sede in una congregazione autonoma da quella di Juilly: l'istituto di Monhagan ricevette il pontificio decreto di lode il 7 luglio 1926 e le sue costituzioni vennero approvate definitivamente il 3 luglio 1938; le dame di San Luigi di Juilly, già diffuse in Francia e Belgio, vennero riunite alle suore di San Luigi di Monaghan nel 1952.
Le religiose nel 1947 si aprirono all'apostolato missionario fondando case in Ghana e poi anche in Nigeria.

## Attività e diffusione
Le suore di San Luigi si dedicano principalmente all'istruzione e all'educazione cristiana della gioventù; nei paesi africani si occupano anche di attività medico-sociali in dispensari.
Sono presenti in Europa (Francia, Irlanda, Regno Unito), in Africa (Ghana, Nigeria) e nelle Americhe (Brasile, Stati Uniti d'America); la sede generalizia è a Killiney, presso Dublino.
Alla fine del 2008 la congregazione contava 469 religiose in 75 case.